# 30S

Estructura atòmica de la subunitat 30S de Thermus thermophilus. Les proteïnes es mostren en blau i la cadena única d'ARN en taronja.

30S és la subunitat més petita del ribosoma 70S dels procariotes. És un complex d'ARN ribosòmic i ribonucleproteïnes que funciona en la traducció de l'ARNm. Inclou la subunitat 16S, que es compon completament d'ARN ribosòmic.
La subunitat 30S és el lloc d'inhibició d'antibiòtics com la tetraciclina i els aminoglicòsids.